# Llano de Tlahizco
Llano de Tlahizco är en ort i Mexiko.   Den ligger i kommunen San Martín Texmelucan och delstaten Puebla, i den sydöstra delen av landet, 80 km öster om huvudstaden Mexico City. Llano de Tlahizco ligger 2 249 meter över havet och antalet invånare är 118.
Terrängen runt Llano de Tlahizco är platt söderut, men norrut är den kuperad. Runt Llano de Tlahizco är det tätbefolkat, med 591 invånare per kvadratkilometer. Närmaste större samhälle är San Martin Texmelucan de Labastida, 2,2 km sydväst om Llano de Tlahizco. Omgivningarna runt Llano de Tlahizco är en mosaik av jordbruksmark och naturlig växtlighet.